# Angelo con la corona di spine
L'angelo con la corona di spine è una statua realizzata da Gian Lorenzo Bernini. Originariamente commissionata da Papa Clemente IX per la decorazione del Ponte Sant'Angelo, l'opera fu sostituita con una copia e l'originale fu trasferito nella basilica di Sant'Andrea delle Fratte. Bernini impiegò dal 1667 al 1669 per completare la scultura, della quale si conserva anche un modello in terracotta al Museo del Louvre.